# Lebumeran
Lebumeran ist eine osttimoresische Aldeia im Suco Faturilau (Verwaltungsamt Lequidoe, Gemeinde Aileu). 2015 lebten in der Aldeia 243 Menschen.

## Geographie und Einrichtungen
Die Aldeia Lebumeran nimmt den Süden und das Zentrum des Sucos Faturilau ein. Nördlich liegt die Aldeia Cairema. Im Westen grenzt Lebumeran an den Suco Bereleu, im Süden an das zur Gemeinde Manufahi gehörende Verwaltungsamt Turiscai mit seinen Sucos Fatucalo, Lessuata, Liurai und Caimauc. Die Grenze zu Caimauc bildet zunächst der Fluss Daisoli. Er mündet in den Lana, der weiter der Südgrenze Lebumerans folgt, vorbei an den Nachbarsucos Caimauc, Liurai, Lessuata und Fatucalo. Dabei fließen in den Grenzfluss aus Lebumeran kommend der Suruha, der Nauha und der Karama, die alle in Lebumeran entspringen. Der Lana heißt nun Eratihamaubere auf seinem Weg entlang der Grenze zwischen Lebumeran und Faucalo. Die Nordgrenze Lebumerans zu Cairema bildet der Fluss Orlaunic, der als Orlaquru aus Bereleu im Westen kommt. Er mündet schließlich im Osten in den Eratihamaubere. Er ist einer der Quellflüsse des Nördlichen Laclós.
Größte Ortschaft in der Aldeia ist das Dorf Rai Fusar, das nur aus etwa zwei Dutzend einzeln stehenden Häusern besteht. Hier befindet sich eine Grundschule. Von hier aus führt eine Piste nach Norden, vorbei an mehreren Weilern zum Dorf Cairema in der gleichnamigen Aldeia. Dies ist die einzige Verbindung zur Außenwelt. Eine weitere Piste, die nach Osten führt, endet bei einigen weiteren kleinen Weilern.